# Dictyocladium watsonae
Dictyocladium watsonae is een hydroïdpoliep uit de familie Sertulariidae. De poliep komt uit het geslacht Dictyocladium. Dictyocladium watsonae werd in 1993 voor het eerst wetenschappelijk beschreven door Vervoort. 